# 索科城堡
索科城堡是塞爾維亞的一個中世紀城鎮和要塞遺跡，位於塞爾維亞中部索科礦泉村以東2公里處。城堡始建於6世紀查士丁尼一世統治時期。這座城堡在1982年被列入塞爾維亞的重要紀念建築，並得到塞爾維亞政府的保護。 

## 外部連結
- （塞爾維亞文）Soko Grad article （页面存档备份，存于） in Politikin Zabavnik（英语：Politikin Zabavnik）
- Section Fortress - Soko Grad

43°37′53″N 21°52′41″E / 43.6314°N 21.8781°E